# Nubes de lluvia
Nubes de lluvia es la primera novela de la autora botsuano-sudafricana Bessie Head, publicada en 1968.
Tras abandonar Sudáfrica en 1964, Bessie Head comenzó a escribir la novela durante su exilio en Botsuana y la terminó en 1967. Fue publicada por primera vez en Londres por Victor Gollancz y posteriormente por William Heinemann (1972), y en Estados Unidos por Simon & Schuster.

## Argumento
Makehaya escapa del apartheid de Sudáfrica hacia Botsuana. En el pueblo de Golema Mmidi conoce a Gilbert, un inglés que intenta modernizar la agricultura de la zona. Ambos unen fuerzas para crear una utopía, pero se encuentran con la oposición del jefe de la aldea.

## Recepción
David P. Bargueño escribió que el libro enfatiza los aspectos hermanados de la esperanza y el desaliento, y que describe el amor como "una fuerza mágica que consigue superar desafíos insalvables", una idea que no está presente en A Question of Power (Una cuestión de poder), que Head escribió en 1973 después de haber sufrido un episodio de depresión.
Sobre Nubes de lluvia y Bessie Head, Helen Oyeyemi escribió que "Sus hombres [...] son intensamente intuitivos, dotados de una 'sensibilidad femenina' que los eleva por encima del nivel de 'órganos sexuales arrastrados' a los que tradicionalmente se había reducido a los hombres africanos dentro de sus comunidades, según lamentaba Head."
En un artículo publicado en Open Cultural Studies en 2019, Gerd Bayer afirma que Nubes de lluvia "se anticipó a algunas de las políticas del pensamiento ecologista de la época poscolonial de principios del siglo XXI. La alianza entre diversos personajes marginados que, de una forma u otra, van en contra de las estructuras hegemónicas existentes, sustituye al conflicto ideológico y cultural por el territorio."
En 2022, Nubes de lluvia se incluyó en Big Jubilee Read, una lista de 70 libros de autores y autoras de la Commonwealth elaborada para conmemorar el Jubileo de Platino de Isabel II.
En la exposición When Rain Clouds Gather: Black South African Women Artists, 1940-2000, comisariada por Portia Malatjie y Nontobeko Ntombela, se hace referencia a la novela.